# 7. vestlige længdekreds
Den 7. vestlige længdekreds (eller 7 grader vestlig længde) er en længdekreds, der ligger 7 grader vest for nulmeridianen. Den løber gennem Ishavet, Atlanterhavet, Europa, Afrika, det Sydlige Ishav og Antarktis.